# Ebira jezik
Ebira jezik (ISO 639-3: igb), jezik naroda Ebira iz nigerijskih država Kwara, Nassarawa i Edo, kojim govori oko 1 000 000 ljudi. Njime se služe i drugi narodi u kontaktu s narodom Ebira. Ima više dijalekata okene (hima, ihima), igara (etuno) i koto (igu, egu, ika, bira, biri, panda). Uči se u osnovnim školama; TV, radio programi.
Zajedno s manjim jezikom gade čini jezičnu podskupinu ebira-gade koja ulazi u sastav šire skupine nupoid, nigersko-kongoanska porodica.

## Vanjske poveznice
- Ethnologue (14th)
- Ethnologue (15th)